# Elmore (Minnesota)
Elmore és una població dels Estats Units a l'estat de Minnesota. Segons el cens del 2000 tenia 735 habitants.

## Demografia
Segons el cens del 2000, Elmore tenia 735 habitants, 305 habitatges, i 185 famílies. La densitat de població era de 315,3 habitants per km².
Dels 305 habitatges en un 21,6% hi vivien nens de menys de 18 anys, en un 48,5% hi vivien parelles casades, en un 8,2% dones solteres, i en un 39,3% no eren unitats familiars. En el 36,1% dels habitatges hi vivien persones soles el 19,7% de les quals corresponia a persones de 65 anys o més que vivien soles. El nombre mitjà de persones vivint en cada habitatge era de 2,13 i el nombre mitjà de persones que vivien en cada família era de 2,73.
Per edats la població es repartia de la següent manera: un 28,7% tenia menys de 18 anys, un 7,6% entre 18 i 24, un 18,2% entre 25 i 44, un 23,1% de 45 a 60 i un 22,3% 65 anys o més.
L'edat mediana era de 42 anys. Per cada 100 dones de 18 o més anys hi havia 88,5 homes.
La renda mediana per habitatge era de 26.146 $ i la renda mediana per família de 34.583 $. Els homes tenien una renda mediana de 23.906 $ mentre que les dones 19.375 $. La renda per capita de la població era de 15.761 $. Entorn del 8,1% de les famílies i l'11,8% de la població estaven per davall del llindar de pobresa.

## Poblacions més properes
El següent diagrama mostra les poblacions més properes.